# Ndembezi (Igunga)
Ndembezi ist ein Verwaltungsbezirk (englisch Ward) des Distrikts Igunga in der tansanischen Region Tabora.

## Geografie
Ndembezi ist ein ländlicher Bezirk im westlichen Teil des zentralen Hochlands von Tansania und liegt etwa 50 Kilometer Luftlinie westlich der Distrikthauptstadt Igunga. Bei der Volkszählung 2022 lebten 7961 Menschen in 1520 Haushalten auf einer Fläche von 66 Quadratkilometern.
Der Bezirk grenzt im Westen an den Distrikts Nzega und sonst an Bezirke des Distrikts Igunga:
|          | Ziba                                        | Iborogelo |
| Mwanzoli | Kompassrose, die auf Nachbargemeinden zeigt | Kitangili |
|          | Ugaka                                       |           |

## Gliederung
Der Bezirk besteht aus drei Gemeinden (swahili Mtaa) mit 15 Orten (Kitongoji):
| Ndembezi - Center A - Center B - Itanki - Mkolani | Itulashilanga - Shalemwa - Ntinginya - Kwalu - Itulashilanga A - Itulashilanga B | Mwanzelwa - Usulwa B - Udelege - Mwanzelwa A - Mwanzelwa B - Sebelo A - Sebelo B |

## Infrastruktur
- Bildung: Im Bezirk gibt es zwei weiterführende Schulen.[7] Die Mazinge Secondary School ist eine staatliche Tagesschule mit einer Ausbildung bis zur 4. Stufe.[8] Ebenfalls bis zur 4. Stufe bildet die Kom Secondary School aus, sie bietet jedoch Plätze für Tages- und Internatsschüler.[9]
- Gesundheit: In Ndembezi liegt eine staatliche Apotheke.[10]